# Джанан Муса
Джанан Муса (босн. Džanan Musa; 8 травня 1999, Бихач, Боснія і Герцеговина) - боснійський професійний баскетболіст, який грає на позиції легкого форварда. Виступає за баскетбольний клуб «Анадолу Ефес» і збірну Боснії і Герцеговини.

## Кар'єра
Джанан народився в боснійському місті Бихач в родині Расміра Муси і його дружини Саудіни.
Спочатку Джанан займався футболом, перш ніж зробити остаточний вибір в сторону баскетболу. З 8 років виступав за команду «Босна XXL», потім він переїхав в який базується в Сараєво «Кос». З грудня 2014 роки є гравцем «Цедевіти». 15 жовтня 2015 року Муса дебютував в Євролізі, що зробило його на той момент десятим у списку наймолодших гравців турніру у віці 16 років і 160 днів. Провівши на майданчику без малого п'ять хвилин, Муса набрав 4 очки
За підсумками Кубка Європи з баскетболу 2017/2018  Єврокубка 2017/2018, Муса був визнаний «Висхідною зіркою» турніру. У своєму другому сезоні професійної кар'єри, Джанан допоміг «Цедевіті» вийти в ТОП-16 Єврокубка, набираючи 10,5 очка і 3,2 підбору за 20 хвилин в середньому за гру.
У квітні 2018 року Муса виставив свою кандидатуру на Драфт НБА 2018 року  Джанан Муса виставив свою кандидатуру на драфт НБА та був обраний «Бруклін Нетс» під 29-м номером «Фінікс» вибрав Деандре ейтоніей під першим піком на драфті-2018. 13 липня «Бруклін» оголосив про підписання контракту з Мусою  «Бруклін» підписав Джанай Мусу

## Збірна Боснії і Герцеговини
У серпні 2015 року юнацька збірна Боснії і Герцеговини завоювала золоті медалі чемпіонату Європи (перші з моменту розпаду єдиної Югославії), а Муса був визнаний кращим гравцем турніру . У першій збірної Джанан дебютував 5 серпня 2016 року в матчі з бельгійцями, набрав 16 очок, зробив 3 підбирання та зробив 4 передачі .

## Досягнення

### Клубні
- Чемпіон Хорватії (3): 2015/2016, 2016/2017, 2017/2018
- Володар Кубка Хорватії (3): 2015/2016, 2016/2017, 2017/2018

### Збірна Боснії і Герцеговини
- Переможець Чемпіонату Європи (до 16 років): 2015